# Photostomias liemi
Photostomias liemi es una especie de pez de la familia Stomiidae en el orden de los Stomiiformes.

## Morfología
Los machos pueden llegar alcanzar los 14,3 cm de longitud total.

## Hábitat
Es un pez de mar y de aguas  tropicales que vive 0-4.000 m de profundidad.

## Distribución geográfica
Se encuentra en el Índico y el Pacífico.